# WAX (イギリスのバンド)
WAX（ワックス）は、イングランドのマンチェスターを拠点とするニュー・ウェイヴ・デュオで、アメリカのシンガーソングライターのアンドリュー・ゴールドと、10ccのギタリスト/ベーシストであるグレアム・グールドマンで構成されている。彼らはヨーロッパでのヒット・シングル「Bridge to Your Heart」と「Right Between the Eyes」で最もよく知られている。アメリカでは「Wax UK」としてリストされていたが、その後のリリースではアンドリュー・ゴールド&グレアム・グールドマンとしてもクレジットされた。

## 略歴

### 前提
1981年、10ccはアルバム『ミステリー・ホテル (Ten Out of 10)』の制作に取り組んでいた。アンドリュー・ゴールドはワーナー・ブラザーズのA&R責任者レニー・ワロンカーからバンドとのレコーディングに招かれ、完成したアルバムでキーボードとパーカッションを演奏し、バック・ボーカルも担当した。『ミステリー・ホテル』のアメリカ盤には、ゴールドが共作した3曲「Power of Love」「Runaway」「We’ve Heard It All Before」も収録されている。この曲がきっかけでバンドへの参加のオファーが来たが、ゴールドには他の予定があったため断った。

### 初期の作品
1983年に10ccが解散した後、グレアム・グールドマンはゴールドを説得してイギリスのモットラム・セント・アンドリューにある自宅に招き、一緒に曲作りをしたり時間を過ごしたりした。ゴールドは結局、7か月間滞在した。この期間に彼らはアルバム1枚分の曲を書き上げた。バンド名を「ワールド・イン・アクション (World in Action)」に決め、シングル「Don't Break My Heart」をリリース。その後すぐに、彼らはコラボレーションの名前を「コモン・ノリッジ (Common Knowledge)」に変更し、その後のデビュー・シングルのプレスは新しい名前で行われた。2枚目のシングル「Victoria」がリリースされたが、どちらのシングルも注目を集めず、アルバムはお蔵入りとなった。
ゴールドマンの長年のマネージャーであるハーヴェイ・リスバーグの監督の下、2人は新しいアルバムの曲作りに取り掛かり、WAXを名乗った。彼らはRCAレコードと契約し、1986年から1989年にかけて3枚のスタジオ・アルバムをリリースした。この時期のバンドの最も有名なシングルは「ライト・ビトウィーン・ジ・アイズ」と「ブリッジ・トゥ・ユア・ハート」である。「ブリッジ・トゥ・ユア・ハート」はヨーロッパでヒットし、イギリスの『トップ・オブ・ザ・ポップス』やドイツのシリーズ『Peter's Pop Show』でこの曲が演奏されるなど、ヨーロッパのテレビ出演が後押しとなった。
バンドの3枚目のアルバム『100,000フレッシュ・ノーツ』は前作ほどの成功には至らず、ゴールドとグールドマンはどちらも他の事業を続けた。

### 解散
1990年の初め、グールドマンはエリック・スチュワートとともに10ccを再結成するチャンスを得た。彼らは再び集まり、グループのカムバック・アルバム『ミーンホワイル』をレコーディングした。このアルバムにはアンドリュー・ゴールドも参加し、「Charity Begins at Home」という曲でギターを弾いた。アンドリュー・ゴールド自身も、ブリンドルをオリジナル・メンバーで再結成し、セルフタイトルのデビュー・アルバムをレコーディングした。
グールドマンとスチュワートは10ccとして活動を続け、次のアルバム『ミラー・ミラー』にもゴールドが参加した。彼は「Grow Old with Me」のバック・ボーカルと「Ready to Go Home」のリード・ボーカルで参加した。後者はゴールドとグールドマンの共作である。ゴールドは10ccの正式メンバーではなかったが、バンドは彼のリード・ボーカルのままで「Ready to Go Home」をリリースしたのだった。

### その後の活動
10ccの2度目の解散後も、アンドリュー・ゴールドとグレアム・グールドマンはWAXとして、また互いのソロ・レコードにおいても協力し続けた。当時、WAXによる最初の新しいマテリアルは、1997年にリリースされたコンピレーション・アルバム『ザ・ワックス・ファイル』に収録された。ここには、新曲6曲や、これまで未発表だった「コモン・ノリッジ」時代の2曲、および1980年代にすでにリリースされていたマテリアルがまとめられている。
1998年、彼らの「コモン・ノリッジ」時代のアルバムが、いくつかの新曲とともに、WAX名義で『Common Knowledge.com』としてようやくリリースされた。
また、アウトテイクとレア曲を集めたコレクション『Bikini』が、2000年にリリースされている。
アンドリュー・ゴールドは、2011年に亡くなった。
1987年のコンサートを収録したライブ・アルバムが、2019年にリリースされた。

## ディスコグラフィ

### スタジオ・アルバム
- 『マグネチック・ヘヴン』 - Magnetic Heaven (1986年、RCA)
- 『アメリカン・イングリッシュ』 - American English (1987年、RCA)
- 『100,000フレッシュ・ノーツ』 - A Hundred Thousand in Fresh Notes (1989年、RCA)
- Common Knowledge.com (1998年、For Your Love)

### ライブ・アルバム
- 『ライヴ・イン・コンサート1987』 - Live in Concert 1987 (2019年、Cherry Red)

### コンピレーション・アルバム
- Works: Best of Andrew Gold & Graham Gouldman (1996年、Camden)
- 『ザ・ワックス・ファイル』 - The Wax Files (1997年、For Your Love)
- Bikini (2000年、Quarkbrain)
- A Box of Wax (2022年、Renaissance) ※ボックスセット

### シングル
- "Don't Break My Heart" (1984年) ※World in Action / Common Knowledge名義
- "Victoria" (1985年) ※Common Knowledge名義
- "Ball and Chain" (1985年)
- 「ライト・ビトウィーン・ジ・アイズ」 - "Right Between the Eyes" (1986年)
- 「シャドウズ・オヴ・ラヴ」 - "Shadows of Love" (1986年)
- "Systematic" (1986年)
- 「ブリッジ・トゥ・ユア・ハート」 - "Bridge to Your Heart" (1987年)
- "American English" (1987年)
- "In Some Other World" (1988年)
- 「あなたをさがして」 - "Wherever You Are" (1989年)
- "Anchors Aweigh" (1989年)
- "Ready to Go Home"[14] (2022年)